# Nymphula indomitalis
Nymphula indomitalis là một loài bướm đêm trong họ Crambidae.